# Винокур, Алис
Алис Винокур (фр. Alice Winocour, род. 13 января 1976 года, Париж, Франция) — французская сценаристка и режиссер.

## Биография
Винокур родилась в Париже в еврейской семье. После изучения сценарного мастерства в La Fémis, она сняла три короткометражных фильма и написала сценарий к фильму Владимира Перишича «Обычные люди» (вышел в 2009 году).
Первый полнометражный фильм Винокур «Августин», основанный на взаимоотношениях профессора Шарко и его пациентки Августины, был представлен на Каннском кинофестивале в 2012 году в рамках Недели кинокритиков. Ее второй режиссерский фильм «Мэриленд» был выбран для показа в рамках программы "Без сомнения". Раздел Уважение на Каннском кинофестивале 2015 года.
Винокур также стала соавтором сценария фильма «Мустанг» с Дениз Гамзе Эргювен. Фильм был показан в рамках двухнедельной программы Режиссеры на Каннском кинофестивале в 2015 году. Фильм был выбран французским режиссером в номинации Лучший фильм на иностранном языке на 88-й церемонии вручения премии Оскар.
Она была включена в состав жюри Недели критиков Каннского кинофестиваля 2016 года.
Премьера ее фильма «Проксима» состоялась на Международном кинофестивале в Торонто в 2019 году, где он получил почетное упоминание от жюри премии "Платформа".